# 竹中博司
竹中 博司（たけなか ひろし、1961年2月5日 - ）は、日本の経営者。東京エレクトロン社長を務めた。

## 経歴
東京都出身。1984年に慶應義塾大学工学部を卒業し、同年に東京エレクトロンに入社。2007年6月に取締役に就任し、2009年4月には社長に就任。2013年4月に体調不良により、取締役に降格。